# Herbolzheim (Markt Nordheim)

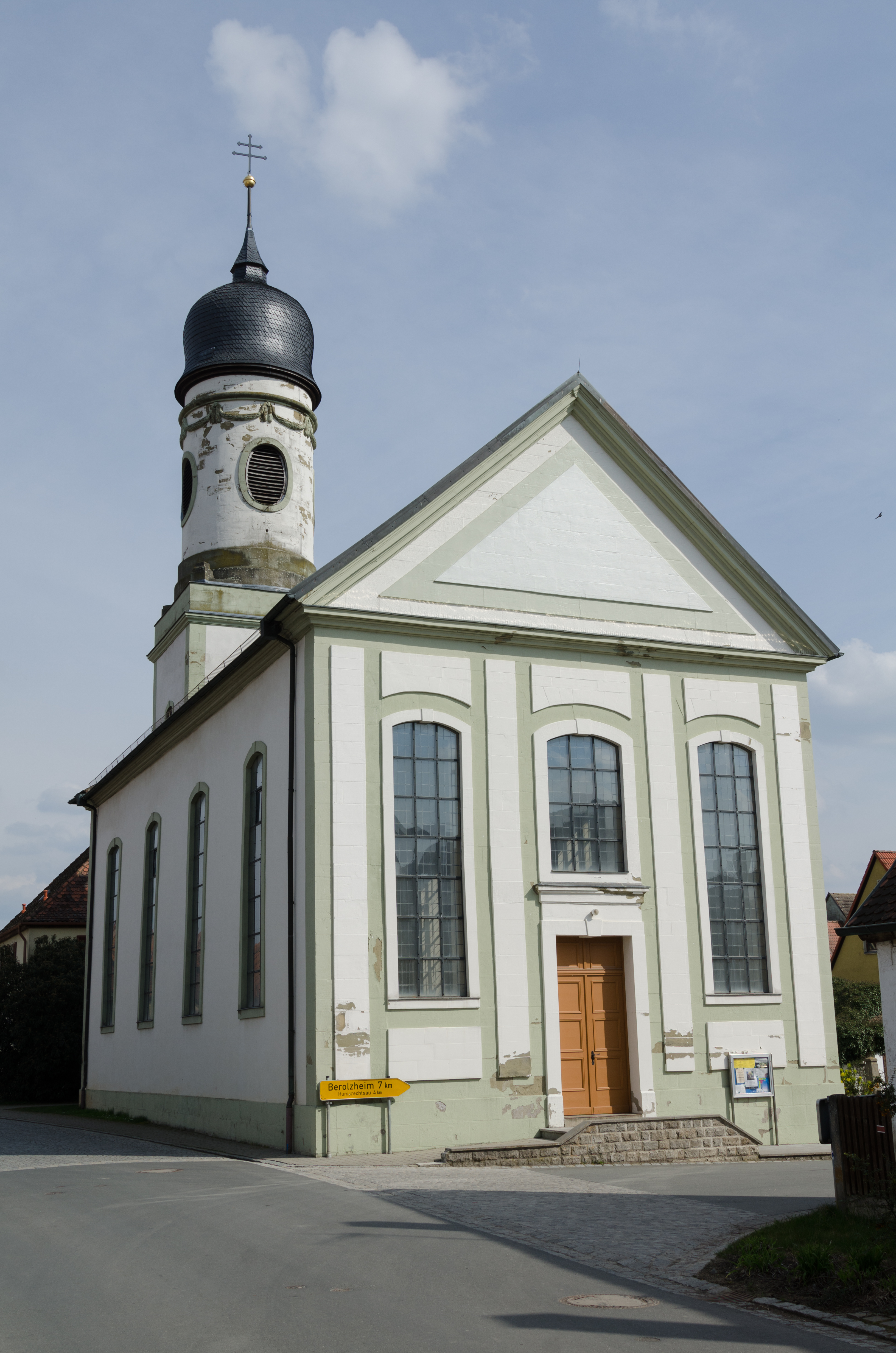
Katholische Kirche

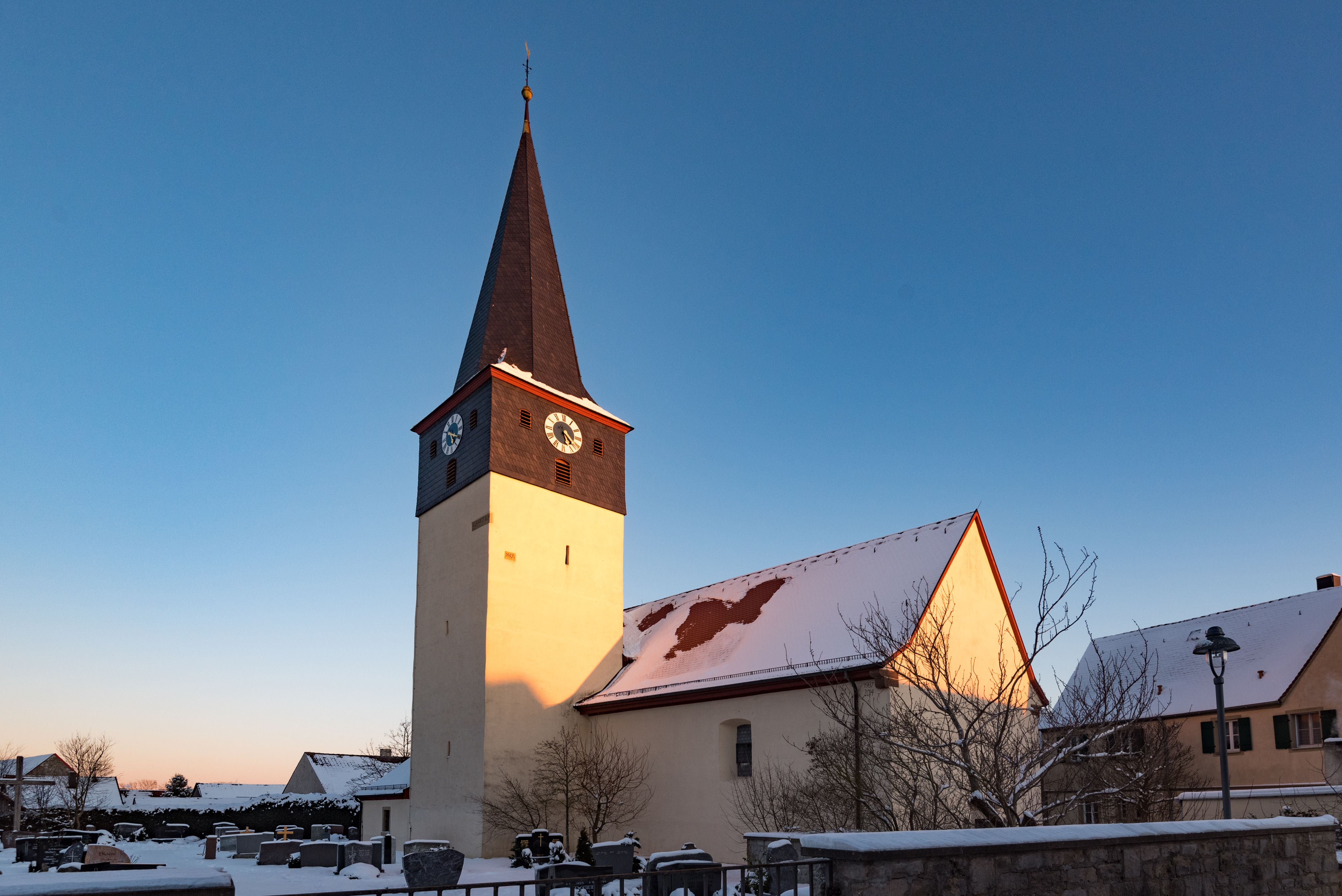
Evangelische Kirche

Herbolzheim (fränkisch: Härwldsa) ist ein Gemeindeteil des Marktes Markt Nordheim im Landkreis Neustadt an der Aisch-Bad Windsheim (Mittelfranken, Bayern). Die Gemarkung Herbolzheim liegt teils auf dem Gemeindegebiet von Markt Nordheim, teils auf dem gemeindefreien Gebiet Osing. Sie hat eine Fläche von 14,918 km² und ist in 924 Flurstücke aufgeteilt, die eine durchschnittliche Fläche von 16145,32 m² haben.

## Geographie
Das Pfarrdorf liegt auf freier Flur am oberen Ehebach. Die Staatsstraße 2256 verläuft unmittelbar nördlich des Ortes und führt nach Ulsenheim (3,6 km westlich) bzw. nach Krautostheim (3,3 nordöstlich). Die Kreisstraße NEA 35 führt nach Humprechtsau (2,8 km östlich). Eine Gemeindeverbindungsstraße führt zur Kreisstraße NEA 31 bei Markt Nordheim (2,8 km nördlich).

## Geschichte
Der Ort wurde 1195 als „Herbulsen“ erstmals schriftlich erwähnt. In dieser Urkunde bestätigte Papst Coelestin III. dem Schottenkloster Würzburg seinen Besitzstand, zu dem u. auch Herbolzheim gehörte.  Die Schreibweise des Ortsnamens ist verderbt, was bei päpstlichen Urkunden keine Seltenheit ist. 1250 wurde der Ort „Herboldesheim“ genannt. Das Bestimmungswort des Ortsnamens ist der Personenname ‚Herbolt‘. Das Grundwort ‚-heim‘ war bei Orten üblich, die zu Zeiten der fränkischen Landnahme gegründet wurden. Anfang des 14. Jahrhunderts hatten das Hochstift Würzburg, die Burggrafschaft Nürnberg und die Herren von Seinsheim im Ort Ansprüche. Die Rechte der Burggrafen gingen später auf Brandenburg-Ansbach über, die der Seinsheimer an die Herren von Schwarzenberg. Anfang des 18. Jahrhunderts gab es in Herobolzheim 67 Untertansfamlien: 32 waren schwarzenbergisch, 28 würzburgisch und 7 ansbachisch. Der Einfluss von Brandenburg-Ansbach war vernachlässigbar. Das Hochstift Würzburg hatte im Ort einen Schultheißen, eine Pfarrei und eine Schule, ebenso die Herren von Schwarzenberg.
Mit dem Gemeindeedikt (frühes 19. Jahrhundert) wurde der Steuerdistrikt Herbolzheim gebildet. Zu diesem gehörten Krautostheim und Wüstphül. Mit dem Zweiten Gemeindeedikt (1818) entstand die Ruralgemeinde Herbolzheim, zu der Wüstphül gehörte. Sie war in Verwaltung und Gerichtsbarkeit dem Herrschaftsgericht Hohenlandsberg zugeordnet und in der Finanzverwaltung dem Rentamt Iphofen. Spätestens 1837 wurde Herbolzheim ohne Wüstphül an das Landgericht Markt Bibart überwiesen. Ab 1852 gehörte Herbolzheim zum Landgericht Uffenheim und Rentamt Uffenheim (1919 in Finanzamt Uffenheim umbenannt). Ab 1862 war das Bezirksamt Uffenheim für die Verwaltung (1939 in Landkreis Uffenheim umbenannt). Die Gerichtsbarkeit blieb beim Landgericht Uffenheim (1879 in Amtsgericht Uffenheim umbenannt), seit 1973 ist das Amtsgericht Neustadt an der Aisch zuständig. Die Gemeinde hatte eine Gebietsfläche von 12,227 km².
Am 12. April 1945 wurde Herbolzheim durch die US Army zerstört. Der notdürftige Wiederaufbau brannte durch einen Kurzschluss am 5. September 1947 nochmals ab. Das Dorf wurde durch die Einwohner im fränkischen Stil wieder aufgebaut. 1965 konnte Herbolzheim beim Wettbewerb „Unser Dorf soll schöner werden“ auf Bundesebene eine Goldmedaille erringen.
Im Rahmen der Gebietsreform in Bayern wurde Herbolzheim am 1. Januar 1976 nach Markt Nordheim eingegliedert.

### Baudenkmäler
In Herbolzheim gibt es vier Baudenkmäler:
- Haus Nr. 23: Katholische Pfarrkirche St. Michael
- Haus Nr. 29: Ehemaliges evangelisches Schulhaus
- Haus Nr. 31: Evangelisch-lutherische Pfarrkirche St. Michael
- Haus Nr. 34: Ehemaliges katholisches Pfarrhaus

ehemaliges Baudenkmal
- Haus Nr. 20: Kleines Wohnstallhaus des späten 18. Jahrhunderts. Erdgeschoss aus Bruchsteinmauerwerk, im Obergeschoss verputztes Fachwerk. Walmdach mit Fledermausgauben über profiliertem Traufgesims, am Kellergeschoss Rundbogentüre.[16]

### Bodendenkmäler
In der Gemarkung Herbolzheim gibt es sieben Bodendenkmäler.

### Einwohnerentwicklung
| Jahr      | 1818  | 1840   | 1852   | 1855   | 1861   | 1867   | 1871   | 1875   | 1880   | 1885   | 1890   | 1895   | 1900   | 1905   | 1910   | 1919   | 1925   | 1933   | 1939   | 1946   | 1950   | 1952   | 1961   | 1970   | 1987   | 2014  |
| Einwohner | 504   | 526    | 556    | 569    | 583    | 556    | 559    | 558    | 579    | 594    | 575    | 531    | 482    | 485    | 492    | 506    | 466    | 450    | 416    | 422    | 463    | 449    | 416    | 395    | 364    | 320   |
| Häuser    | 123   | 98     |        |        |        |        | 106    |        |        | 107    | 107    |        | 107    |        |        |        | 101    |        |        |        | 98     |        | 102    |        | 101    |       |
| Quelle    | [ 9 ] | [ 18 ] | [ 19 ] | [ 19 ] | [ 20 ] | [ 21 ] | [ 22 ] | [ 23 ] | [ 24 ] | [ 25 ] | [ 26 ] | [ 19 ] | [ 27 ] | [ 19 ] | [ 28 ] | [ 19 ] | [ 29 ] | [ 19 ] | [ 19 ] | [ 19 ] | [ 30 ] | [ 19 ] | [ 12 ] | [ 31 ] | [ 32 ] | [ 1 ] |

## Religion
Herbolzheim ist Sitz der katholischen Pfarrei St. Michael und der evangelischen Pfarrei St. Michael.